# Der Fuehrer's Face
Pour plus de détails, voir Fiche technique et Distribution.
Der Fuehrer's Face (titre en français : Le visage du Führer) est un court métrage d'animation américain réalisé par Jack Kinney, sorti aux États-Unis, le 1er janvier 1943.
Produit par la Walt Disney Company, ce dessin animé mettant en scène le personnage de Donald Duck a été tourné au service de la propagande anti-nazie.
Donald fait un cauchemar dans lequel il est un citoyen de l'Allemagne nazie et il travaille dans une usine de munitions à Nutziland, s'épuisant à répondre aux demandes exagérées du Führer. Le dessin animé montre sa journée : le lever de Donald qui fait le salut nazi devant les portraits de Hitler, Hirohito et Mussolini, petit déjeuner léger à cause du rationnement, embrigadement par une fanfare nazie (composée du Duce, du général Tojo, de Goebbels, de Göring et d'Himmler), travail à l'usine d'armement.
Il s'agit du seul court métrage de la série Donald Duck n'ayant jamais été doublé en France.

## Synopsis
Un groupe de oom-pah allemand – composé des dirigeants des puissances de l'Axe Joseph Goebbels au trombone, Heinrich Himmler à la caisse claire, Hideki Tojo au sousaphone, Hermann Goering au piccolo et Benito Mussolini à la grosse caisse – défile bruyamment à quatre heures du matin dans une petite ville où les arbres, les moulins à vent, les poteaux de clôture et même les nuages ont la forme de croix gammées tout en chantant les vertus de la doctrine nazie. Un Personnage familier, Donald Duck, vit dans un monde cauchemardesque, sous l'identité d'un Allemand nazi contraint de produire des obus d'artillerie dans des conditions terribles. Son réveil avec des croix gammées au lieu de chiffres, portant une cloche en forme de casque et la flèche saluant en chuchotant "Heil Hitler", sonne alors, seulement pour que Donald brise le réveil matin avec son poing. Son coucou avec un oiseau conçu comme Adolf Hitler salue comme un carillon d'horloge, seulement pour que Donald lui lance une chaussure. Le coq à l'extérieur fait le salut nazi et chante "Heil Hitler". En passant devant la maison de Donald (dont les caractéristiques représentent Hitler), les membres du groupe le poussent hors du lit avec une baïonnette pour le préparer au travail. Ici, Donald fait ensuite face et salue les portraits de Der Fuehrer (Hitler), de l'empereur du Japon (Hirohito) et d'Il Duce (Mussolini), respectivement, puis va préparer le petit-déjeuner après avoir été réveillé par un officier pour avoir tenté de se recoucher.
En raison du rationnement en temps de guerre, le petit-déjeuner de Donald se compose de pain si rassis et dur qu'il ressemble à du bois (et doit être tranché à l'aide d'une scie), de café préparé à partir d'un seul grain de café accumulé et d'un spray respiratoire aromatisé au bacon et aux œufs. Le groupe lui présente un exemplaire de Mein Kampf pour un moment de lecture, puis entre dans sa maison et l'escorte jusqu'à une usine, Donald portant maintenant la grosse caisse et Goering lui donnant des coups de pompe.
En arrivant à l'usine (à la pointe de la baïonnette), Donald commence son travail quotidien comique de 48 heures consistant à visser des nez sur des obus d'artillerie qui arrivent sur lui dans une chaîne de montage. Des portraits du Führer sont mélangés aux obus, donc Donald doit effectuer le salut hitlérien à chaque fois qu'un portrait apparaît, tout en vissant les bouchons sur les obus, à son grand dégoût. Chaque nouveau lot d'obus est d'une taille différente, allant de balles individuelles à des obus massifs aussi gros que Donald (sinon plus). Le rythme de la chaîne de montage s'intensifie (comme dans la comédie de Charlie Chaplin Les Temps Modernes) et Donald a de plus en plus de mal à accomplir toutes les tâches. Dans le même temps, il est bombardé de messages de propagande sur la prétendue supériorité de la race aryenne et la gloire de travailler pour le Führer. Lorsque Donald grogne momentanément de frustration face à sa situation, les gardes nazis qui le surveillent l'entendent et pointent leurs fusils sur lui, le forçant à se rétracter avec crainte.
Donald a des "congés payés" qui consistent à faire des formes de croix gammée avec son corps pendant quelques secondes devant un décor peint des Alpes comme exercice; puis, par "décret spécial" du Führer, il est choisi pour faire des heures supplémentaires. Après seulement quelques secondes de prolongation avec des ordres continus, Donald fait une dépression nerveuse avec des hallucinations d'obus d'artillerie partout, dont certains sont des serpents et des oiseaux, d'autres chantent et ont la même forme que la fanfare du début, de la musique et tout ( une partie de l'animation de cette séquence est recyclée de la séquence "La Marche des Éléphants" de Dumbo).
Lorsque les hallucinations disparaissent, Donald se retrouve dans son lit (vêtu d'un pyjama à motifs d'étoiles et de rayures) et se rend compte que toute l'expérience était un cauchemar, mais voit ensuite l'ombre d'une silhouette levant la main droite. Croyant qu'il s'agit d'un salut nazi, il commence à le faire lui-même jusqu'à ce qu'il se rende compte qu'il s'agit de l'ombre d'une statue miniature de la Liberté, tenant son flambeau haut dans sa main droite. Se rappelant qu'il vit aux États-Unis, Donald embrasse la statue en disant : « Je suis si fier et heureux d'être citoyen des États-Unis d'Amérique ! »
Le court métrage se termine par une caricature du visage en colère d'Hitler, et une tomate lui est lancée, formant les mots The End.

## Fiche technique
- Titre original : Der Fuehrer's Face
- Autres titres : Donald Duck in Nutziland (titre de travail)[1]
- Série : Donald Duck
- Réalisateur : Jack Kinney
- Scénario : Joe Grant, Dick Huemer
- Musique et paroles : Olivier Wallace
- Animateur[2]: Bob Carlson, Les Clark, Andy Engman, Bill Justice, Milt Neil, Charles Nicholas[3], John Sibley
- Layout : Don DaGradi
- Voix : Clarence Nash (Donald)
- Producteur : Walt Disney
- Société de production : Walt Disney Productions
- Distributeur : RKO Radio Pictures
- Format d'image : Couleur (Technicolor)
- Son : Mono (RCA Sound System)
- Durée : 8 minutes
- Langue : Anglais/Allemand
- Pays de production :  États-Unis
- Date de sortie : 2 novembre 1942 Version originale et 1er janvier 1943 Version censurée

## Distinction
- Oscar du meilleur court-métrage d'animation pour 1942-1943.

## Commentaires

### La chanson parodique
Avant la sortie du film, la chanson Der Fuehrer's Face composée par Oliver Wallace (engagé chez Disney en 1936) pour ce court métrage avait été parodiée et enregistrée par le groupe Spike Jones and His City Slickers, devant son succès le titre de travail Donald Duck in Nutziland a été remplacé par celui de la chanson. Dans cette version de Spike Jones, le son d'un sifflet péteur, imitant le bruit d'un « pet buccal » moqueur, ponctue la chanson anti-nazie. Dans le film, la chanson est reprise par la fanfare. La chanson est vendue par le label Southern Music Publishing à 200 000 (unités?) dès novembre 1942 et lorsque l'animateur newyorkais Martin Block a annoncé offrir le disque pour toute souscription à 30 USD de bons de guerre, le soir même 10 000 souscriptions ont été enregistrés.
Nutzi land (Donald au pays des cinglés) est un jeu de mots :
- Nut, pluriel nuts, est un mot familier pour fou en anglais,
- et la prononciation de nazi en allemand et en anglais est : natzi.

| When der Fuehrer says, "We ist der master race", We HEIL! [fart] HEIL! [fart] right in der Fuehrer's face ! Not to love der Fuehrer is a great disgrace, So we HEIL! [fart] HEIL! [fart] right in der Fuehrer's face ! When Herr Goebbels says we own the world and space We heil heil right in Herr Goebbels' face When Herr Goring says they'll never bomb dis place We heil heil right in Herr Goring's face Are we not the supermen Aryan pure supermen Ja we are the supermen (super duper supermen) Is this Nutsy land so good Would you leave it if you could Ja this Nutsy land is good We would leave it if we could We bring the world to order Heil Hitler's world to order Everyone of foreign race Will love der fuehrer's face When we bring to the world dis order | Quand le Führer dit : « Nous sommes la race des seigneurs », Nous crions HEIL! [pet] HEIL ! [pet] droit vers la figure du Führer ! Ne pas aimer le Führer est une grande disgrâce, Alors nous crions HEIL ! [pet] HEIL ! [pet] droit vers la figure du Führer ! Quand Herr Goebbels dit que le monde et l'univers nous appartiennent Nous crions « heil ! » droit vers la figure d'Herr Goebbels Quand Herr Göring dit qu'ils ne nous atteindront jamais Nous crions « heil ! » droit vers la figure d'Herr Göring Ne sommes-nous pas des surhommes, nous la pure race aryenne Ja ! nous sommes des surhommes ( des surhommes et des super-menteurs) Notre terre nazie est si belle La quitterions-nous si nous le pouvions ? Ja ! cette terre nazie est belle Nous la quitterions si nous le pouvions Nous remettrons de l'ordre sur la Terre Faire crier Heil ! à la Terre entière Toutes les races étrangères Vénéreront le visage du Führer Quand nous aurons mis de l'ordre sur Terre |

### Commercialisation
En raison de l'importance de la propagande dans ce film et de la vision de Donald en uniforme nazi, ce film n'avait pas été édité en vidéo pour le public jusqu'en 2004.